# Francesca Ferrazzo
Francesca Ferrazzo (Roma, 29 novembre 1989) è un'attrice italiana.

## Biografia
Francesca Ferrazzo è un'attrice di cinema e televisione, ed è stata anche protagonista di vari spot pubblicitari (Kinder Ferrero, Barilla, Omnitel, 8 per mille e TIM, ed altri).
Tra i suoi lavori, ricordiamo i film Luce dei miei occhi (2001), regia di Giuseppe Piccioni, Caterina va in città (2003) di Paolo Virzì, e Scusa ma ti chiamo amore (2008) di Federico Moccia, dove ha il ruolo di Erica, amica di Niki, la protagonista interpretata da Michela Quattrociocche.
Le prime fiction televisive in cui ha recitato sono: la miniserie TV Lui e lei 2, regia di Elisabetta Lodoli e Luciano Manuzzi, la sitcom di Rai 3 Colpi di sole, regia di Mariano Lamberti, e la quarta stagione di R.I.S. - Delitti imperfetti. In televisione ha anche partecipato ai programmi Zap Zap TV e a Chi ha incastrato Peter Pan?. 
Nel 2009 ritorna sul grande schermo con il film L'ultima estate, regia di Eleonora Giorgi, in cui è protagonista insieme ad una sua omonima, Francesca Ferrazza. Nel 2010 torna ad interpretare il ruolo di Erica in Scusa ma ti voglio sposare, regia di Federico Moccia. Nello stesso anno è ta i protagonisti, nel ruolo di Elena, del film Dopo quella notte, opera prima di Giovanni Galletta. L'anno successivo, il regista Cristian Scardigno la rende protagonista del suo film Amoreodio, ispirato al delitto di Novi Ligure.

## Filmografia

### Cinema
- Luce dei miei occhi, regia di Giuseppe Piccioni (2001)
- Caterina va in città, regia di Paolo Virzì (2003)
- Scusa ma ti chiamo amore, regia di Federico Moccia (2008)
- L'ultima estate, regia di Eleonora Giorgi (2009)
- Scusa ma ti voglio sposare, regia di Federico Moccia (2010)
- Dopo quella notte, regia di Giovanni Galletta (2010)
- Amoreodio, regia di Cristian Scardigno (2013)

### Televisione
- Lui e lei 2 – serie TV (1999)
- Colpi di sole, regia di Mariano Lamberti – sitcom (2007)
- R.I.S. 4 - Delitti imperfetti – serie TV, episodio 4x16 (2008)
- R.I.S. Roma 2 - Delitti imperfetti – serie TV, episodio 2x13 (2011) [1]
- Bad Habits Stories, regia di Giulio Reale, episodio Fol - Full of life (2012)

## Programmi TV
- Zap Zap TV (1997-1998)
- Chi ha incastrato Peter Pan? (1999-2001)